# Liga Leumit 1965-1966 (pallacanestro)
La Liga Leumit 1965-1966 è stata la 12ª edizione del massimo campionato israeliano di pallacanestro maschile. La vittoria finale è stata ad appannaggio dell'Hapoel Tel Aviv.

## Regular season
|  |     | Squadra               | G  | V  | P  | PF   | PS   | PF/PS | Pt | Qualificazione            |
|  | --- | --------------------- | -- | -- | -- | ---- | ---- | ----- | -- | ------------------------- |
|  | 1.  | Hapoel Tel Aviv       | 26 | 25 | 1  | 1879 | 1392 | +487  | 51 |                           |
|  | 2.  | Maccabi Tel Aviv      | 26 | 24 | 2  | 1892 | 1514 | +378  | 50 |                           |
|  | 3.  | Hapoel Haifa          | 26 | 19 | 7  | 1812 | 1611 | +201  | 45 |                           |
|  | 4.  | Hapoel Gvat           | 26 | 14 | 12 | 1584 | 1523 | +61   | 40 |                           |
|  | 5.  | H. Mishmar HaEmek     | 26 | 14 | 12 | 1671 | 1614 | +57   | 40 |                           |
|  | 6.  | Maccabi Haifa         | 26 | 13 | 13 | 1572 | 1688 | -116  | 39 |                           |
|  | 7.  | Hapoel Kiryat Haim    | 26 | 12 | 14 | 1706 | 1769 | -63   | 38 |                           |
|  | 8.  | Hapoel Giv'at Haim    | 26 | 10 | 16 | 1544 | 1691 | -147  | 36 |                           |
|  | 9.  | Hapoel Holon          | 26 | 10 | 16 | 1663 | 1740 | -77   | 36 |                           |
|  | 10. | Hapoel Gerusalemme    | 26 | 10 | 16 | 1627 | 1704 | -77   | 36 |                           |
|  | 11. | Hapoel Giv'at Brenner | 26 | 9  | 17 | 1460 | 1655 | -195  | 35 |                           |
|  | 12. | Hapoel Beit Alfa      | 26 | 8  | 18 | 1669 | 1837 | -168  | 34 |                           |
|  | 13. | Maccabi K. Motzkin    | 26 | 8  | 18 | 1471 | 1678 | -207  | 34 | retrocesse in Liga Artzit |
|  | 14. | Beitar Tel Aviv       | 26 | 6  | 20 | 1497 | 1612 | -115  | 32 | retrocesse in Liga Artzit |

## Squadra vincitrice
|    | Naz.               | Ruolo | Sportivo          | Anno | Alt. |  |  |
| -- | ------------------ | ----- | ----------------- | ---- | ---- |  |  |
| 4  | Israele (bandiera) |       | Zohar Cohen       |      |      |  |  |
| 5  | Israele (bandiera) |       | Uzi Zak           |      |      |  |  |
| 6  | Israele (bandiera) | C     | Ami Shelef        | 1936 | 194  |  |  |
| 7  | Israele (bandiera) | AG    | Abraham Gutt      | 1944 | 196  |  |  |
| 8  | Israele (bandiera) |       | Levy Weingarten   |      |      |  |  |
| 9  | Israele (bandiera) |       | Gershon Dekel     | 1943 | 188  |  |  |
| 10 | Israele (bandiera) | AG    | Ilan Zeiger       | 1939 | 194  |  |  |
| 11 | Israele (bandiera) | G     | David Kaminsky    | 1938 | 183  |  |  |
| 12 | Israele (bandiera) | A     | Zvi Lubezki       | 1939 | 190  |  |  |
| 13 | Israele (bandiera) |       | Amnon Gamar       |      |      |  |  |
| 14 | Israele (bandiera) | G     | Haim Hazan        | 1937 | 189  |  |  |
| 15 | Israele (bandiera) | AC    | Amos Kupfer       | 1935 | 193  |  |  |
| 16 | Israele (bandiera) |       | Itzhak Kastenbaum |      |      |  |  |
| 17 | Israele (bandiera) |       | Hillel Zulana     |      |      |  |  |
| 18 | Israele (bandiera) |       | David Meirovich   |      |      |  |  |
|    | Israele (bandiera) | ALL   | Shimon Shelah     |      |      |  |  |